# Brechainville
Brechainville é uma comuna francesa na região administrativa do Grande Leste, no departamento de Vosges. Estende-se por uma área de 14.15 km². Em 2010 a comuna tinha 60 habitantes (densidade: 4,2 hab./km²).